# Valoren
El VN (valor number) es un identificador para títulos de bolsa e instrumentos financieros utilizado en Suiza y tiene un objetivo similar que CUSIP o WKN en los mercados norteamericano y alemán, respectivamente.

## Metodología de adjudicación
El VN es un código numérico que, intrínsecamente, no tiene significado. Cuando se necesita un VN nuevo, simplemente se adjudica el siguiente de la lista. No se puede saber nada acerca de la naturaleza del instrumento numerado a partir del número en sí. El valor number se incorpora al código ISIN suizo.

## Usos
El VALOR number se puede utilizar para la identificación de un instrumento financiero:
Globalmente, un VN se adjudica a cualquier tipo de instrumento financiero que cumpla las reglas de adjudicación. Se puede utilizar conjuntamente con el código MIC y el Código de monedas para identificar un instrumento negociado. Se puede utilizar en los informes de transacción y para el mantenimiento de posición.
En Suiza y Liechtenstein el VN es el principal identificador y es utilizado por todas las instituciones financieras.

## Etimología
La palabra VALOR significa "seguridad". En alemán, cuando se hace referencia al código siempre se le denomina "VALOR Nummer" es decir, número de seguridad. El plural de VALOR en alemán es Valoren. En el mundo de habla inglesa a veces se utilizan indistintamente las palabras "VALOR" y "VALOREN".

## Autoridad emisora
El VALOR number lo emite SIX Telekurs.